# Souris épineuse à poches du Mexique
Liomys irroratus
Espèce
Statut de conservation UICN

 LC  : Préoccupation mineure
La Souris épineuse à poches du Mexique (Liomys irroratus) est une espèce de Rongeurs de la famille des Heteromyidae qui regroupe les souris kangourou d'Amérique. Ce petit mammifère fait partie des Souris épineuses à poches, c'est-à-dire à larges abajoues. Il se rencontre au Mexique et aux États-Unis.
L'espèce a été décrite pour la première fois en 1868 par le zoologiste britannique John Edward Gray (1800-1875).

## Liste des sous-espèces
Selon Mammal Species of the World (version 3, 2005)  (24 nov. 2012) :
- sous-espèce Liomys irroratus alleni
- sous-espèce Liomys irroratus bulleri
- sous-espèce Liomys irroratus guerrerensis
- sous-espèce Liomys irroratus irroratus
- sous-espèce Liomys irroratus jaliscensis
- sous-espèce Liomys irroratus texensis
- sous-espèce Liomys irroratus torridus